# Смольяниновит
Смольяниновит (англ. Smolianinovite) — редкий минерал, относится к арсенатам. Был открыт в месторождении Хову-Аксы (Россия). Назван в честь Николая Алексеевича Смольянинова, московского геолога.

## Месторождения
- Хову-Аксы (Россия)
- Бу-Аззер (Марокко)